# Reijin
Die Reijin war ein japanischer Autotransporter, der im April 1988 auf seiner Jungfernfahrt vor Portugal kenterte.

## Geschichte
Die Reijin wurde 1987 unter der Baunummer 2535 von der Shin Kurushima Dockyard Company in Onishi gebaut und am 19. Dezember 1987 vom Stapel gelassen. Die Übernahme erfolgte im Frühjahr 1988. Auf ihrer Jungfernfahrt von Japan nach Irland (andere Quellen sprechen von Schottland oder Kopenhagen) lief sie am 26. April 1988 mit 5432 Neuwagen beladen vor Oporto auf Grund und kenterte kurze Zeit später. Ein Besatzungsmitglied kam dabei ums Leben.
Zunächst war vorgesehen, zwei Drittel der Fahrzeuge an Bord vor der Küste in 2.000 Meter tiefem Wasser zu versenken. Der Rest der Fahrzeuge hätte mit dem Schiff selber versenkt werden sollen. Da durch die in den Fahrzeugen enthaltenen Kunststoffe eine Umweltverschmutzung befürchtet und somit gegen die London Convention verstoßen wurde, wurde die Aktion jedoch nicht zu Ende durchgeführt. Die nicht im Meer versenkten Fahrzeuge wurden an Land verschrottet, das Schiff selbst jedoch ebenfalls in tiefere Gewässer geschleppt und dort versenkt.
Die Reijin war der erste und bislang einzige Autotransporter, der bereits auf seiner Jungfernfahrt verloren ging.